# Jean-Claude Bonato
Jean-Claude Bonato (Hayange, 23 marzo 1946) è un ex cestista e allenatore di pallacanestro francese.
È il padre di Yann Bonato.

## Carriera
Con la Francia ha disputato cinque edizioni dei Campionati europei (1963, 1965, 1967, 1971, 1973).

## Palmarès

### Giocatore
- Campionato francese: 1

Olympique d'Antibes: 1969-70